# Järnridå

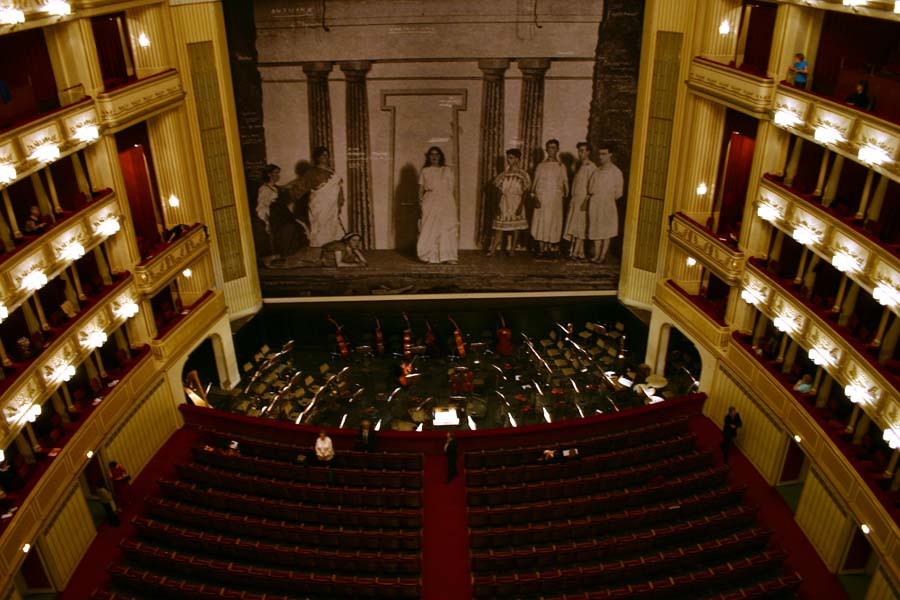
Järnridån i Wiener Staatsoper

En järnridå är en ridå av metall som finns på teatrar. Vid händelse av brand sänks järnridån ned och skiljer teatersalongen från scenen för att hindra branden att sprida sig.

## Järnridån (politik)
Se separat artikel: Järnridån
Begreppet järnridån för delningen av Europa i två halvor mellan 1945 och 1989 uppstod som en liknelse vid teaterns järnridå. Uttrycket myntades i denna betydelse av Winston Churchill 1946. Redan tidigare hade begreppet använts om politiska eller åsiktsmässiga barriärer, först i samband med första världskrigets utbrott och därefter i samband med Sovjetunionens självvalda isolering mot omvärlden. 

## Etymologi
Ordet järnridå kommer från engelskans Iron Curtain med samma betydelse. Det har funnits i svenska språket sedan 1832; den bildliga betydelsen finns noterad i svensk skrift sedan 1921 och blev än vanligare från 1946 (se ovan).